# 名草慧
名草 慧（なぐさ あきら、1993年9月10日 – ）は、日本のハンググライダー競技選手。国内の学生大会で多くの優勝を果たし、2017年の世界選手権では最年少選手として出場。2020年の4月、ハンググライダー選手の世界ランキングであるCIVL World Ranking Systemにて、37位にランクインした。現在(2020年9月時点)、ハンググライダー選手の国内ランキングであるハンググライディングシリーズランキング(class1)にて、1位にランクインしており、次回の世界選手権に日本代表選手として出場する権利を獲得している。XCパイロット・HG助教員の資格を保有。そのほか、YouTubeにハンググライダーについての動画を投稿するなど、普及活動も行っている。

## 人物
大阪府大阪市出身。桃山学院高等学校、近畿大学経営学部キャリアマネジメント学科卒業。血液型はA型。趣味はテニス、筋トレ、映画鑑賞。好きなものはBUMP OF CHICKEN、ONE OK ROCK、スラムダンク、AKIRA、風の谷のナウシカなど。好きな食べ物は焼き鳥のこころと砂ずり、明太子、焼きなす。りんごやイチゴなどの果物アレルギーである。好きな言葉は「意志あるところに道は開ける」。目標は「アジア人初の世界チャンピオン」。

## 経歴

### ハンググライダーを始めたきっかけ
幼少期、両親にキャンプや海に連れて行ってもらうことが多く、自然が好きだった。また、雲を見ることが好きで、特に入道雲が大好きだった。中学生時代、雲を見るだけでなく近づきたい、空を飛びたいと思い、テレビやポスターで綺麗な景色を見るたびに飛びたいという衝動が沸き起こるようになった。大学に入ったらハンググライダーを始めることを決意。

### 自身の大学のハンググライダーサークルを10年ぶりに復活
2012年、大学への入学と同時に、和歌山県のトノエアーハンググライダースクールに入った。自身の通う近畿大学にはハンググライダーサークルが当時存在しなかったが、他大学のインカレッジサークルに入るのではなく、10年前まで存在していたハンググライダーサークル「リッジライダーズ」を復活させようと決意。
2013年、大学2年生の時に、ハンググライダーサークルを復活。友人の手助けを借りつつビラ配りからスタートし、部員を集めた。8月に足尾山で行われたNASA Student Cupに初出場し、2ndクラス(滞空時間を競うクラス)で優勝。
2014年、2月に紀の川で行われた全日本ハンググライダー学生選手権の1stクラス(決められたコースを何周できるか競うクラス)で準優勝。9月に板敷山で行われたNASA Student CupのExpertクラス(決められたターンポイントを回り、いかに早くゴールできるかのタイムを競う最上級クラス、以後の大会はExpertクラスに出場)で、悪天候により同率順位が多く発生したが準優勝。10月に行われたEast Japan Championship(EJC)で32位、学生の部では準優勝。
2015年、1月に大会直前の練習中に着陸を失敗し、左腕に怪我を負った（この時、偶然にもグーグルカーが横切り、救助待ちの姿がグーグルストリートビューに映ることとなる）。手術が必要で完治に半年間かかり、過去で1番の挫折感を味わうこととなった。大学4年生に上がった時に、より多く飛ぶために2年間休学。8月に池田山で行われた池田山カップに、復帰戦となる出場を果たし、55位。足尾山で行われたNASA Student Cupで準優勝。9月に足尾山で行われたハンググライディング日本選手権で45位。

### 世界選手権初出場
2016年、1月に行われた西富士ジャパンクラシックで16位、学生の部では優勝。2月に紀の川で行われた全日本ハンググライダー学生選手権で優勝。3月に板敷山で行われたハンググライディング日本選手権で12位、学生の部では優勝。8月に池田山で行われた池田山カップで24位、学生の部では優勝。ブラジルのブラジリアで行われたブラジルナショナルズオープンで2本ゴールを果たし、21位。8月~9月にブラジリアで行われたプレ世界選手権に出場し、初参加となる海外の大会で、109人の世界の選手の中で最年少でありがらゴールした。
2017年、1月にオーストラリアのフォーブスで行われたForbes Flatlands Hang Gliding Championshipで57位。3月に耳納山で行われた全日本ハンググライダー学生選手権(かっぱかっぷ)で優勝。8月にブラジルで行われた世界選手権に最年少のオープン選手(国別の団体戦には参加しない選手)として初出場し、106位。競技開始前日の公式練習日では3位となったが、競技本番では奮わず、最終日のみゴールを果たした。

### アジア人初の世界チャンピオンを目指して
2018年、2月に行われた紀の川スカイグランプリで3位。2月末の大学卒業後は、アルバイトを行い遠征費を捻出しながら競技を続けた。7月にマケドニアで行われたEuropean Championshipで89人中47位。7月~8月にイタリアで行われたプレ世界選手権で109人中46位となり、日本人1位かつ総合30位以内で取れる唯一の日本代表選手枠であるワイルドカードを逃すこととなった。11月に朝霧山で行なわれたハンググライディング日本選手権で8位、U-30では優勝。
2019年、3月に板敷山で行われた板敷スプリングフライトで3位。4月にフロリダで行われたQuest Air Nationals(week 1)で25位。Quest Air Nationals(week 2)で8位。最終日は100kmを超える3時間のレースでゴールした。7月にイタリアで行われた世界選手権にオープン選手として参加し、48位。開催期間7月15日~26日の11日間で競技が成立したのは9日間であり、そのうち6日間ゴールした。task8(成立したうちの7日目)では、自身の過去の飛んだ距離とタスクの両方で最長となる200kmを超えるレースでのゴールも果たした。なお、参加資金はクラウドファンディングで募り、目標金額である100万円を達成。9月に足尾山で行われたハンググライディング日本選手権で9位。この大会でのトップゴールのポイントが加わったことにより、国内ランキングで自己最高の4位となり、次回の世界選手権に日本代表選手として出場する権利を獲得。
2020年、1月に行われた西富士ジャパンクラシックで8位。2月に行われた紀の川スカイグランプリで優勝。

## 主な戦績

### 2013年~2017年

#### 2013年
- NASA Student Cup(2nd) 1位

#### 2014年
- 全日本ハンググライダー学生選手権(1st) 2位
- NASA Student Cup 2位
- East Japan Championship 32位

#### 2015年
- 池田山カップ 55位
- NASA Student Cup 2位
- ハンググライディング日本選手権 45位

#### 2016年
- 西富士ジャパンクラシック 16位
- 全日本ハンググライダー学生選手権 1位
- ハンググライディング日本選手権 12位
- 池田山カップ 24位
- ブラジルナショナルズオープン 21位
- プレ世界選手権 出場

#### 2017年
- Forbes Flatlands Hang Gliding Championship 57位
- 全日本ハンググライダー学生選手権 1位
- 世界選手権 106位

### 2018年~

#### 2018年
- 紀の川スカイグランプリ 3位
- European Championship 47位
- プレ世界選手権 46位
- ハンググライディング日本選手権 8位

#### 2019年(国内ランキング4位、世界ランキング55位)
- 板敷スプリングフライト 3位
- Quest Air Nationals(week 1) 25位
- Quest Air Nationals(week 2) 8位
- 世界選手権 48位
- ハンググライディング日本選手権 9位

#### 2020年(国内ランキング1位、世界ランキング38位(2020年9月時点))
- 西富士ジャパンクラシック 8位
- 紀の川スカイグランプリ 1位

## 関連活動

### 主なメディア出演実績
- 中京テレビ「まるなげカメラ」[35]
- Kindai Picks[9]